# المأمون أبو شوشة
المأمون أبو شوشة (28 ديسمبر 1926 - 5 أبريل 1963) هو إذاعي وشاعر وأديب مصري.

## حياته ونشأته
من مواليد 28 ديسمبر 1926 بحي المنتزه بالإسكندرية ينتسب إلى قبيلة خويلد العربية، حصل على الشهادة الابتدائية من مدرسة الأورمان والثانوية من مدرسة السعيدية العسكرية، وتتلمذ على يد نجيب الريحاني سنة 1944 عندما كان والده يشغل منصب مدير إدارة الفنون الجميلة في سنة 1953، حصل على بكالوريوس من كلية العلوم قسم الجيولوجيا من جامعة القاهرة سنة 1954 وكان الطالب الوحيد الذي يدرس في هذا القسم وقتئذ كما درس في كلية الآداب ومعهد الصحافة.
توفي يوم 5 أبريل 1963.

## مسيرته
- التحق للعمل في الإذاعة عام 1955 وسجل اسمه على أنه ممثل وكانت له القدرة العجيبة في التمثيل و الغناء وتقليد الأصوات مثل نجيب الريحاني ويوسف وهبي وغيرهم كما أجاد الشعر والأدب وحصل 5 مرات علي ميداليات ذهبية في التمثيل.[9]

- كانت قدراته اللغوية بجانب مواهبه المتعددة من أهم العوامل التي جعلته ينجح في عمله كإذاعي ويترك بصمة وعلامة واضحة على الرغم من قصر المدة التي قضاها بالإذاعة فكان يجيد اللغة الإنجليزية إجادة تامة إلى جانب إلمامه باللغة الفرنسية مع قدرة فائقة علي إتقان اللهجات المختلفة وذلك بخلاف إتقانه للغة العربية باقتدار كبير .

- قدم أبو شوشة العديد من البرامج الشهيرة والناجحة من أهمها ساعة لقلبك ومجلة الهواء وصواريخ[10] [11]وحول الأسرة البيضاء والأسبوع في ساعة[12] وقصة حياة نجيب الريحاني التي قام فيها بتمثيل دور الريحاني بالإضافة إلى برنامجه اليومي المجدد صباح الخير الذي كان يخاطب فيه المستمع بقوله صديقي المستمع .[13]

- تلقى خطاب شكر من مجمع اللغة العربية حيث أشاد بأنه الإذاعي الذي لم يخطىء في اللغة العربية قط .[14]